# Forever (singel Mariah Carey)
Forever to szósty singel promujący wydaną w 1995 roku płytę Daydream Mariah Carey. Utwór został napisany i wyprodukowany przez Mariah oraz Waltera Afanasieffem.

## Promocja
Z założenia piosenka miała zostać wydana jako ostatni singel promujący album, a zarazem zamykający trasę koncertową Daydream World Tour. Trasa w całości ominęła Stany Zjednoczone, dlatego singel tam został pozbawiony praw komercyjnych i wydany został jako singel promo na CD. Nienadanie mu praw uniemożliwiało mu na zajęcie jakiegokolwiek miejsca na Billboard Hot 100.

## Wideo
Po zakończeniu trasy koncertowej zmontowano wideoklip, w którym wykorzystano występ na żywo piosenki mającego miejsce 10 marca 1996 roku w Japonii. Klip zawiera także momenty nagrane podczas konferencji prasowych, zwiedzania Tokio i przylotu do kraju, które utrzymane są w czarno-białej tonacji.
Według krytyków "Forever" jest jedną z najbardziej emocjonujących piosenek Mariah, a także najlepszym występem w wideografii koncertowej.

## Wersje piosenki
Do tej piosenki oprócz wersji albumowej, oficjalnie na singlu pojawił się tylko zapis występu na żywo.
Producent i aranżer: Walter Afanasieff i Mariah Carey
Słowa: Mariah Carey
Muzyka: Mariah Carey i Walter Afanasieff
Walter Afanasieff: Keyboards, Synth, Bass, Drum & Rhythm Programming
Dan Shea: Add'l Programming
Dann Huff: Gitara
Gary Cirimelli: Macintosh, Digital and Synthesizer Programming
Chórki: Mariah Carey
Nagranie "Live" - Tokio Dome, 10 marca 1996
Walter Afanasieff: fortepian, B-3, syntezator
Dan Shea: syntezator
Randy Jackson: gitara basowa
Gigi Gonaway: perkusja
Vernon Black: gitara
Peter Michael: perkusja
Michael McNight: programowanie syntezatorów
Chórki: Cindy Mizelle, Deborah Cooper, Melonie Daniels, Kelly Price

## Wersje singla
Do okładki singla wykorzystano zdjęcie wykonane podczas sesji do albumu i plakatu, który promował trasę. W Australii singiel wydano na kasecie i CD w kopercie, różniący się okładką – skorzystano z fotografii do singla „Underneath the Stars”, choć docelowo singiel miał trafić na rynek w Singapurze. Jest to także jeden z nielicznych singli, który nie miał premiery i swojej wersji w Japonii.
| Forever                     | Forever                    | Forever | Forever                                                                                       |
| Kraj                        | Nr katalogowy              | Nośnik  | Tytuł                                                                                         |
| --------------------------- | -------------------------- | ------- | --------------------------------------------------------------------------------------------- |
| Brazylia                    | 899.198                    | CD      | 1. Forever                                                                                    |
| Stany Zjednoczone · Austria | CSK 8204 663477 1 663477 9 | CD CD   | 1. Forever 2. Forever (Live)                                                                  |
| Holandia                    | 663477 6                   | winyl   | 1. Forever 2. Forever (Live) 3. Always Be My Baby (Dub-A-Baby)                                |
| \                           | 663477 2                   | CD      | 1. Forever 2. Forever (Live) 3. Always Be My Baby (Always Club) 4. Always Be My Baby (St Dub) |
| Australia                   | 663440 2 663440 8          | CD MC   | 1. Forever 2. Underneath the Stars 3. Forever (Live) 4. Make It Happen (Live)                 |

## Pozcyje na listach przebojów
| Lista (1996)                      | Najwyższa pozycja |
| --------------------------------- | ----------------- |
| U.S. Billboard Hot 100 Airplay    | 9                 |
| U.S. Billboard Top 40 Mainstream  | 9                 |
| U.S. Billboard Rhythmic Top 40    | 17                |
| U.S. Billboard Adult Contemporary | 2                 |
| U.S. ARC Weekly Top 40            | 4                 |
| Canadian Singles Chart            | 13                |
| Costa Rica Chart                  | 1                 |
| Nicaragua Chart                   | 1                 |
| Netherland Chart                  | 47                |
| New Zealand Chart                 | 40                |
| Australian ARIA Singles Chart     | 77                |